# Eugenia Martínez Vallejo
Eugenia Martínez Vallejo (Bárcena de Pienza, 1674 – ?, 1699), apodada la Monstrua, sirvió en la corte de Carlos II como persona de placer y fue retratada por el artista Juan Carreño de Miranda en los cuadros La monstrua vestida y La monstrua desnuda.

## Primeros años
Martínez nació en la localidad de Bárcena de Pienza, de la Merindad de Montija en 1674. Sus padres fueron Antonia de la Bodega y José Martínez Vallejo. Su madre rompió aguas un domingo estando en misa, y dio a luz allí mismo en la iglesia, lo que fue interpretado por los vecinos como señal de buen augurio. Jabato Dehesa aventura que quizá esa fuera la razón para que la bautizaran como Eugenia, 'la bien nacida'.
Desde el primer momento, desarrolló un buen apetito, creció robusta y sana, lo que se interpretó nuevamente como buena señal, ya que tanto los estándares médicos como estéticos de la época favorecían a las mujeres rollizas por ser más fértiles. Con un año, la niña pesaba dos arrobas (unos veinticinco kilos) y con seis años alcanzó las seis arrobas (cerca de setenta y cinco kilos). La familia pidió entonces consejo médico aunque ni siquiera con una dieta estricta se pudo solucionar el problema de sobrepeso.

## Llegada a la corte
El aspecto grotesco y deforme hacía que pasara a ser objeto de burla la que había sido considerada al principio una niña sana y con buena estrella. Sus vecinos se burlaban de ella, y eso hizo que sus padres la mantuvieran oculta, a pesar de lo cual, su fama llegó a la corte.
Carlos II mostró su magnanimidad con ella y la llamó a su lado para incluirla entre los servidores conocidos como gente de placer. Este grupo estaba formado por locos, bufones, enanos y gente deforme, de los que entonces se rodeaban los reyes. A pesar de servir en palacio, no estaban incluidos en ninguna nómina, vivían de las mercedes y magnanimidad de los señores, por lo que es muy difícil seguirlos en sus biografías. Dejaron, eso sí, como es el caso que nos ocupa, una importante huella en el arte, y por lo general tenían cubiertas todas sus necesidades en palacio.

Un cronista de la época, Juan Cabezas, relata así la llegada de Martínez a la corte en 1680:
Diose cuenta de este milagro de la naturaleza a nuestro invicto monarca Carlos Segundo (que Dios guarde) y gustando su Majestad católica de verla, fue servido de mandar la trajesen a su Real Palacio de Madrid, donde hoy se halla con admiración de sus Majestades, y de toda la Grandeza de estos Reinos.
Una vez en la corte, y como era preceptivo, el sastre real no tardó en hacerle un vestido de gala para ser presentada ante el rey. Martínez tenía 6 años y fue enseguida apodada como la Monstrua. El rey quedó encantado con su presencia y no tardó en exhibirla en las fiestas palaciegas donde fue todo un éxito pues las damas querían retratarse a su lado para comparar la finura de sus talles con los de la niña. En el citado opúsculo de Juan Cabezas, editado el año de su llegada a la corte y donde ya se la representa en una xilografía desnuda y sosteniendo un pajarito en la mano, siguiendo otros modelos de la época. Cabezas la describe así:
Eugenia era blanca y no muy desapacible de rostro, aunque lo tiene de mucha grandeza. La cabeza, rostro y cuello y demás facciones suyas son del tamaño de dos cabezas de hombre; su vientre es tan descomunal como el de la mujer mayor del mundo a punto de parir. Los muslos son en tan gran manera gruesos y poblados de carnes que se confunden y hacen imperceptible a la vista su naturaleza vergonzosa. Las piernas son poco menos que el muslo de un hombre, tan llenas de roscas ellas y los muslos que caen unos sobre otros, con pasmosa monstruosidad y aunque los pies son a proporción del edificio de carne que sustentan, pues son casi como los de un hombre, sin embargo, se mueve y anda con trabajo, por lo desmesurado de la grandeza de su cuerpo.

## Eugenia y el síndrome de Prader-Willi
El doctor Gregorio Marañón apuntó que la enfermedad de la niña podría ser el primer caso conocido del síndrome de Cushing, lo que atestiguaría su cara de luna llena propia de este padecimiento. No obstante, estudios posteriores asocian su aspecto obeso al síndrome de Prader-Willi, ya que tanto lo descrito sobre ella, como las características que pueden deducirse de los retratos coinciden con el síndrome: anomalías de todo tipo en el desarrollo y crecimiento, obesidad mórbida, atrofia sexual, pero un carácter alegre y bonachón durante la primera infancia.
A la vista de los retratos, pintados por Juan Carreño de Miranda, La monstrua vestida y La monstrua desnuda, el doctor Rico-Avello dice que el trastorno que sufre Eugenia «parece responder a una distrofia neuronal hipofisiaria tipo Froelich, con electividad en la localización de la grasa, pies blandos, pequeños y dedos afilados y puntiagudos, que tampoco pasaron desapercibidos al artista».

## La Monstrua en Avilés

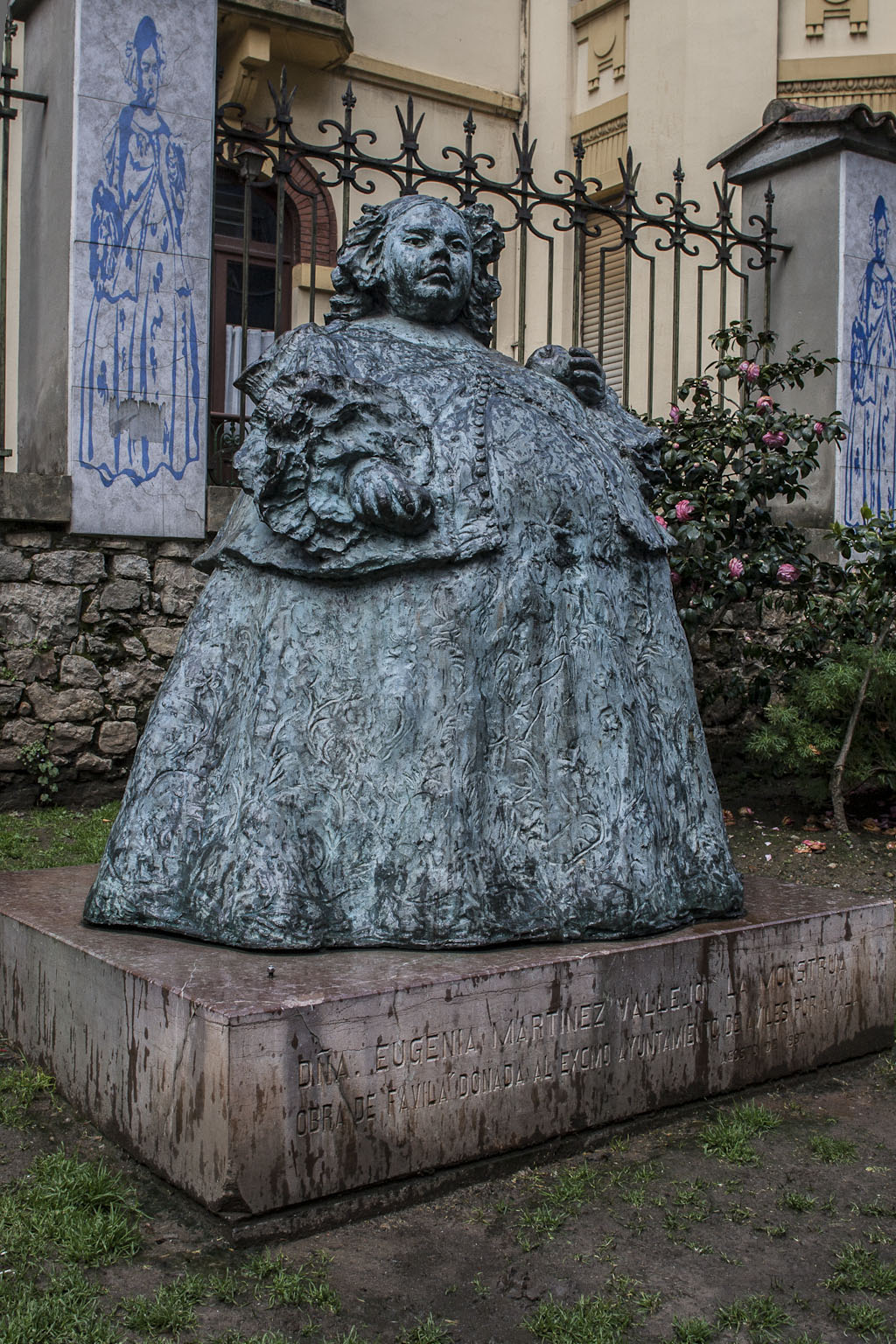
Eugenia Martínez Vallejo, la Monstrua. Avilés

La ciudad de Avilés rindió homenaje a su ilustre hijo, Carreño de Miranda, con la reproducción en bronce de uno de sus personajes más famosos: La monstrua vestida. Se trata de una escultura de Amado González Hevia, Favila, situada en el barrio marinero de Sabugo desde 1997.
El monumento fue una donación de la empresa Ayala al Ayuntamiento de Avilés. Le pidieron al escultor que eligiera un tema para homenajear a Carreño Miranda y colocarlo en la calle que lleva su nombre. El artista escogió esta La monstrua vestida porque las meninas son figuras muy populares, y le pareció una buena forma de unir Avilés y Madrid, donde Carreño pintó a la niña. 
La estatua cuenta con un pequeño detalle que no estaba en los originales. Se trata de un pequeño ratoncillo a los pies de la niña, y que ya ha sido robado varias veces, por lo que estudian sujetarlo mejor. Lo añadió Favila porque un ratoncillo correteaba por su estudio mientras estaba realizando la escultura.